# Olympische Winterspiele 2002/Teilnehmer (Litauen)
| Gelbes Symbol für Goldmedaillen mit stilisierten Olympischen Ringen | Graues Symbol für Silbermedaillen mit stilisierten Olympischen Ringen | Braundes Symbol für Bronzemedaillen mit stilisierten Olympischen Ringen |
| ------------------------------------------------------------------- | --------------------------------------------------------------------- | ----------------------------------------------------------------------- |
| —                                                                   | —                                                                     | —                                                                       |

Litauen nahm 2002 zum fünften Mal an Olympischen Winterspielen teil. Es traten acht Athleten in drei verschiedenen Disziplinen an, Medaillen konnte keine gewonnen werden.
Fahnenträger bei der Eröffnungsfeier war der Skilangläufer Ričardas Panavas.

## Übersicht der Teilnehmer

### Biathlon
Frauen
- Diana Rasimovičiūtė
7,5 km Sprint: 66. Platz (25:41,4 min)

Männer
- Liutauras Barila
10 km Sprint: 82. Platz (30:01,4 min)
20 km Einzel: 62. Platz (59:02,3 min)

### Eiskunstlauf
Eistanz
- Margarita Drobiazko, Povilas Vanagas
5. Platz (10,0)

### Skilanglauf
Frauen
- Irina Terentjeva
1,5 km Sprint: 48. Platz (3:34,18 min, Qualifikation)
10 km Verfolgung: 63. Platz (15:13,5 min, nur klassisch)
15 km Freistil: 48. Platz (45:45,4 min)

Männer
- Vadim Gusevas
1,5 km Sprint: 52. Platz (3:07,25 min, Qualifikation)
15 km klassisch: 59. Platz (43:56,2 min)
20 km Verfolgung: 63. Platz (29:57,7 min, nur klassisch)
30 km Freistil: 63. Platz (1:24:26,3 h)
50 km klassisch: 55. Platz (2:45:23,0 h)

- Ričardas Panavas
15 km klassisch: 39. Platz (40:31,0 min)
20 km Verfolgung: 47. Platz (54:32,0 min)
50 km klassisch: 43. Platz (2:23:56,4 h)

- Vladislavas Zybaila
1,5 km Sprint: 53. Platz (3:07,25 min, Qualifikation)
15 km klassisch: 52. Platz (42:07,9 min)
20 km Verfolgung: 58. Platz (29:08,1 min, nur klassisch)
30 km Freistil: 57. Platz (1:21:27,1 h)
50 km klassisch: 50. Platz (2:29:27,4 h)